# Флаг Народненского сельского поселения
Флаг Наро́дненского сельского поселения Терновского муниципального района Воронежской области Российской Федерации.

## Описание
«Прямоугольное полотнище с соотношением ширины к длине 2:3, состоящее из трёх вертикальных полос: белой, синей и жёлтой, ширина которых соответственно составляет: 5/14, 4/14 и 5/14 от длины всего полотнища. Посередине полотнища — красное колесо о восьми спицах диаметром в 3/5 ширины полотнища. Ниже колеса — расположенный горизонтально стебель гороха с пятью стручками, общая длина ветви — 1/2 от длины полотнища». 

## Обоснование символики
Флаг разработан на основе герба и языком символов и аллегорий отражает исторические и природные особенности Народненского сельского поселения.
Главной фигурой герба является колесо в центре полотнища. Символика колеса перекликается с технологиями железной дороги, маховика промышленного производства и конструкцией старинной деревянной прялки.
Стебель гороха указывает на источник сырья для крупяного производства. Количество стручков (пять) символизирует населённые пункты, входящие в состав поселения (сёла Народное, Липяги, Сергеевка, и исторические названия немного отдалённых частей села Народного — Шпикуловка и Виляевка).
Красный цвет символизирует труд, а также мужество и стойкость.
Зелёный цвет символизирует природу.
Жёлтый цвет символизирует прилегающие к поселению пшеничные поля, а также прочные основы жизненного уклада селян, уважение к прошлому и старшим, постоянство и справедливость.
Синий цвет символизирует великодушие, безупречность и верность, а также небо.
Белый цвет символизирует стальную ленту железной дороги, а также чистоту и откровенность. 